# Biurrun-Olcoz
Biurrun-Olcoz település Spanyolországban, Navarra autonóm közösségben. Biurrun-Olcoz Tirapu, Úcar, Galar, Tiebas-Muruarte de Reta, Unzué-Untzue, Barásoain és Adiós községekkel határos. Lakosainak száma 236 fő (2024).

## Népesség
A település népessége az elmúlt években az alábbi módon változott:
| Lakosok száma | 205  | 194  | 200  | 202  | 222  | 223  | 216  | 214  | 227  | 236  |
|               | 2001 | 2004 | 2006 | 2009 | 2011 | 2014 | 2016 | 2019 | 2021 | 2024 |